# Nonthaburi
Nonthaburi (thaiul írva: นนทบุรี) város Thaiföldön, az azonos nevű tartomány székhelye. Bangkok egyik, északi elővárosa és az ország 2. legnagyobb városa. A Csaophraja folyó keleti partján fekszik.
A terület valamikor a durián gyümölcsről volt híres, de a nagyváros terjeszkedését ma már csak néhány duriánoskert élte túl. Azóta az ipar és a szolgáltatóiparé lett a főszerep.